# Miquel Cardell Santandreu
Miquel Cardell i Santandreu nascut a Llucmajor, Mallorca, el 1958 és un poeta i periodista radiofònic mallorquí.

## Vida
Cardell tengué els primers contactes amb la poesia quan encara era un infant de la mà del seu pare, Antoni Cardell, autor i director teatral d'àmbit local. Escriví els primers poemes amb onze anys, descobrí els llibres de la col·lecció d'autors baleàrics "Les Illes d'Or", els poetes de l'Escola Mallorquina, especialment Maria Antònia Salvà que visqué a Llucmajor i a García Lorca. Realitzà els seus estudis secundaris a Llucmajor i el 1974 cursà COU a l'IES Ramon Llull de Palma, on conegué els poetes Rafael Jaume, Andreu Vidal i Àngel Terrón. El 1975 anà a estudiar Ciències de la Informació a la Universitat Autònoma de Barcelona. Després de llicenciar-se retornà a Mallorca i fou contractat a Radio Nacional de España, formant part del grup que posaren en marxa la Ràdio 4 a les Balears. A Ràdio 4 dirigí i presentà diversos programes culturals i de divulgació, com ara Total 4 i Banc de Dades, aquest últim un programa-concurs de difusió cultural catalana adreçat als instituts d'educació secundària. L'èxit del programa els permeté organitzar el 1989 el primer concert de rock català a Mallorca amb Els Pets i Sopa de Cabra. A principis de la dècada de 1990 inicià les col·laboracions al Diario de Mallorca, amb una secció de cròniques de lectura, i en altres revistes i diaris locals, com Llucmajor de Pinte en Ample, on té la secció Quaderns de Fummajor, i és habitual la seva intervenció en activitats culturals, lectures poètiques, conferències i taules rodones. Fou el pregoner de les Fires de Llucmajor del 2015 amb el títol Un pregó pop? Notes per a una sentimentalitat llucmajorera.

## Obra
Elegia de Grumers (1978) fou el primer aplec de poemes, escrits amb tan sols setze anys, que publicà. Són poemes que poden emmarcar-se dins el moviment neoavantguardista i amb el qual guanyà el Premi Andreu Roig de poesia de la Festa de les Lletres de Campos. El 1983 publicà Magazine a la col·lecció "Guaret", que Damià Huguet havia creat per a donar veu a joves poetes. El 1990 publicà Instamàtic a Edicions Atàviques, acompanyat d'il·lustracions de Dolors Mir i Patxi Echeverría. Seguí el 1992 amb Tebeo i el 1993 amb Material de calendari publicat a "El Turó". El 1993 Sa Nostra Caixa de Balears publicà un quadern antològic amb els seus poemes. L'any 1997 la Universitat de les Illes Balears publicà l'aplec de poemes Les terrasses d'Avalon, que inclou el germen del llibre que publicarà el 2008. El 1999 Unió de Músics edità Tres suites i escaig, un CD amb poemes recitats pel mateix autor, acompanyat d'un llibret amb les traduccions al castellà i a l'anglès. L'any següent, el Consorci per al foment de la llengua catalana i la projecció exterior de la cultura de les Illes Balears, inicià la col·lecció "Paraula de poeta. Poemes essencials" amb una recopilació dels seus poemes. Entre 1991 i 1994 escriví Sota la volta de ferro, publicat el 2000, i que rebé un ample ressò entre la crítica literària, i el situà com un dels autors més destacats del panorama mallorquí. El 2008 publicà Les terrasses d'Avalon, amb el qual guanyà el 2009 el XXVI Premi Cavall Verd-Josep Maria Llompart al millor recull poètic en català de l'any, un premi que convoca anualment l'Associació d'Escriptors en Llengua Catalana. El 2011 fou guardonat amb el Premi Ciutat de Palma-Joan Alcover de Poesia en Català pel seu darrer aplec de poemes, Les barques de la boira, que sortí a la llum el mateix any, on reuneix, revisa i consolida fermament uns textos elaborats i reelaborats durant un període de deu anys.
| - Elegia de Grumers (1978, Premi Andreu Roig) - Magazine (Guaret, 1983) - Instamàtic (Edicions Atàviques, 1990) - Tebeo (Moll, 1992) - Material de Calendari (Caixa de Balears, 1993) - Sota la volta de ferro (Moll, 2000) - Les terrasses d'Avalon (Moll, 2008) (Premi Josep Maria Llompart 2009). - Les barques de la boira (2011) (Premi Ciutat de Palma-Joan Alcover de Poesia en Català 2011). - Els ponts de l'autopista (AdiA, 2020) | - El disc compacte Tres suites i escaig (Unió Músics, 1999) amb poemes recitats per ell mateix, acompanyat d'un llibret amb les traduccions al castellà i a l'anglès. - Els quaderns Poemes (Casa de Cultura de Sa Nostra a Eivissa, 1993) - El núm. 1 de Paraula de Poeta, col·lecció Poemes Essencials (Consorci per al foment de la llengua catalana i la projecció exterior de la cultura de les Illes Balears, 2000). |